# Ibitiúra de Minas
Ibitiúra de Minas är en kommun i Brasilien.   Den ligger i delstaten Minas Gerais, i den sydöstra delen av landet, 700 km söder om huvudstaden Brasília. Antalet invånare är 3 406.
Omgivningarna runt Ibitiúra de Minas är huvudsakligen savann. Runt Ibitiúra de Minas är det ganska glesbefolkat, med 35 invånare per kvadratkilometer.